# Дессайи, Жан-Пьер
Жан-Пьер Дессайи (фр. Jean-Pierre Dessailly) — французский дзюдоист, чемпион (1961, 1965) и бронзовый призёр (1960, 1963—1964) чемпионатов Франции, чемпион (1960—1962), серебряный (1964) и бронзовый (1959, 1965) чемпионатов Европы, чемпион Европы в командном зачёте 1962 года. Выступал в тяжёлой (свыше 80-93 кг) и абсолютной весовых категориях.